# دنيس جنكينز
دنيس جنكينز (بالإنجليزية: Dennis Jenkins)‏ هو عالم إنسان أمريكي، ولد في القرن العشرين في الولايات المتحدة.